# Brad Whitaker
Brad Whitaker é um personagem e antagonista de James Bond no filme The Living Daylights (1987), décimo-quinto da série cinematográfica do espião britânico e o primeiro com Timothy Dalton no papel de 007.
Foi interpretado nas telas pelo ator norte-americano Joe Don Baker, que, curiosamente, depois faria um aliado de Bond, Jack Wade, em dois filmes seguidos da série, GoldenEye e 007 - O Amanhã Nunca Morre.

## Características
Whitaker é um ex-militar norte-americano, negociante internacional de armas no mercado negro. Fascinado pela guerra, com sua carreira tornada num fracasso, ele se volta para esta área determinado a formar seu próprio exército. Expulso da Academia Militar de West Point por fraude, ele passa um tempo no Congo Belga lutando como mercenário antes de trabalhar para organizações criminais internacionais, tentando obter fundos para seus primeiros negócios com armas.
Considerando-se um gênio e amante da História Militar, ele cria vários jogos de guerra usando figuras em miniaturas e com efeitos, para recriar batalhas como as de Waterloo e Gettysburg, e mantém um grande panteão de 'heróis militares' em seu quartel-general, uma villa em Tânger, com figuras como Adolf Hitler, Júlio César e Napoleão Bonaparte, esculpidas de maneira a que lembrem o próprio Whitaker.

## Filme
Whitaker consegue a ajuda do corrupto general Koskov da KGB para assegurar a entrega um grande carregamento de ópio vindo de uma base militar no Afeganistão, em troca de 500 milhões de dólares em diamantes, que ele obteve em contratos de armas com os soviéticos. Com a venda do ópio, ele pretende prosseguir indefinidamente no negócio das armas e montar um grande exército. Ao mesmo tempo, ele e Koskov tentam conseguir que o MI-6 assassine o general Pushkin, chefe da KGB, um empecilho a seus planos, com Koskov acusando-o de ser o líder da SMERSH, organização dedicada a matar espiões ocidentais. Koskov conta esta história aos interrogadores do MI-6 britânico e a James Bond, depois de sua deserção - uma farsa - para o Ocidente. Na verdade, são seus capangas, especialmente o principal deles, Necros, que estão matando espióes britânicos.
Depois de frustrar os planos de Whitaker e Koskov, Bond o mata em sua villa, no 'salão de jogos' de Whitaker,  depois de um grande jogo de gato-e-rato envolvendo suas miniaturas de guerra e suas cópias de líderes e assassinos famosos.